# Begraafplaats van Steenwerk
De Begraafplaats van Steenwerk is een gemeentelijke begraafplaats in de gemeente Steenwerk in het Franse Noorderdepartement. De begraafplaats ligt 350 m ten westen van het dorpscentrum langs de Longue Ruelle.

## Britse oorlogsgraven
Op de begraafplaats liggen enkele Britse militaire graven met gesneuvelden uit beide wereldoorlogen. Britse veldhospitalen begroeven in 1915 en 1916 13 gesneuvelden, de anderen werden in 1918 door de Duitsers begraven. Na de oorlog werden 31 Duitse graven verwijderd en naar elders overgebracht. 
Er worden 19 doden (waaronder 5 niet geïdentificeerde) herdacht uit de Eerste Wereldoorlog. 
- Robie Fitzgerald Uniacke, luitenant-kolonel bij de General Staff is de hoogste in rang op deze begraafplaats.

De vijf graven uit de Tweede Wereldoorlog bevatten slachtoffers die sneuvelden tijdens de opmars van het Duitse leger in mei 1940. 
De Britse graven worden onderhouden door de Commonwealth War Graves Commission en staan er geregistreerd als Steenwerck Communal Cemetery.